# Les Promenades Tremblant
 (septembre 2022).
Les Factoreries Tremblant est un centre commercial extérieur situé dans la ville et station touristique de Mont-Tremblant dans les Laurentides, Québec.
Le centre commercial fut inauguré en juillet 2009.